# Gilles Lemoine des Mares
Gilles Robert Pierre Le Moine des Mares (9 décembre 1774, château des Mares, à Avranches - 18 avril 1852, château des Mares, à Avranches), est un homme politique français.

## Biographie
Gilles Lemoine des Mares est le fils de François Lemoine des Mares, procureur du roi, et de Perrine Renoult.
Receveur particulier des finances à Sedan, il y devient manufacturier, conseiller municipal puis maire de Sedan (1815-1816), membre du conseil général et chevalier de la Légion d'honneur. Il est élu, le 13 novembre 1822, député du 2e arrondissement électoral de la Manche (Avranches), contre le général Le Marois. 
Réélu, le 25 février 1824, il siège au centre ministériel et se montre constamment dévoué à la monarchie. Dans la session de 1825, il propose, de concert avec M. de Cambon, un amendement à la loi du milliard des émigrés, demandant que le bénéfice de cette loi fût étendu aux populations de l'Ouest et de la Vendée qui, « elles, avaient réellement souffert et combattu pour la cause des rois légitimes. » Cet amendement est repoussé, et Lemoine des Mares perd du coup les bonnes grâces du ministère. Aussi échoue-t-il, le 17 novembre 1827, avec 161 voix contre 180 à l'élu, Angot ; il n'est pas plus heureux, le 23 juin 1830.
Il cofinance L'Aristarque français avec le banquier Sanlot-Baguenault, journal ultra-royaliste fondé par La Bourdonnaye.
Marié à Amicie Poupart de Neuflize, fille du baron André Poupart de Neuflize, manufacturier et maire de Sedan, et d'Adélaïde Dumoustier de Vâtre, ainsi que sœur d'André de Neuflize, il est, par le mariage de sa fille Constance, le beau-père d'Eugène Schneider.